# Joseph-Denis Odevaere
 (mars 2015).
Joseph-Denis Odevaere, dit aussi Joseph-Désiré Odevaere, ou Joseph Dionysius Odevaere, né à Bruges le 2 décembre 1775 et mort à Bruxelles le 26 février 1830, est un peintre néoclassique flamand, qui fut tour à tour citoyen du Saint-Empire, de la république et de l'Empire français, puis du royaume uni des Pays-Bas.

## Biographie

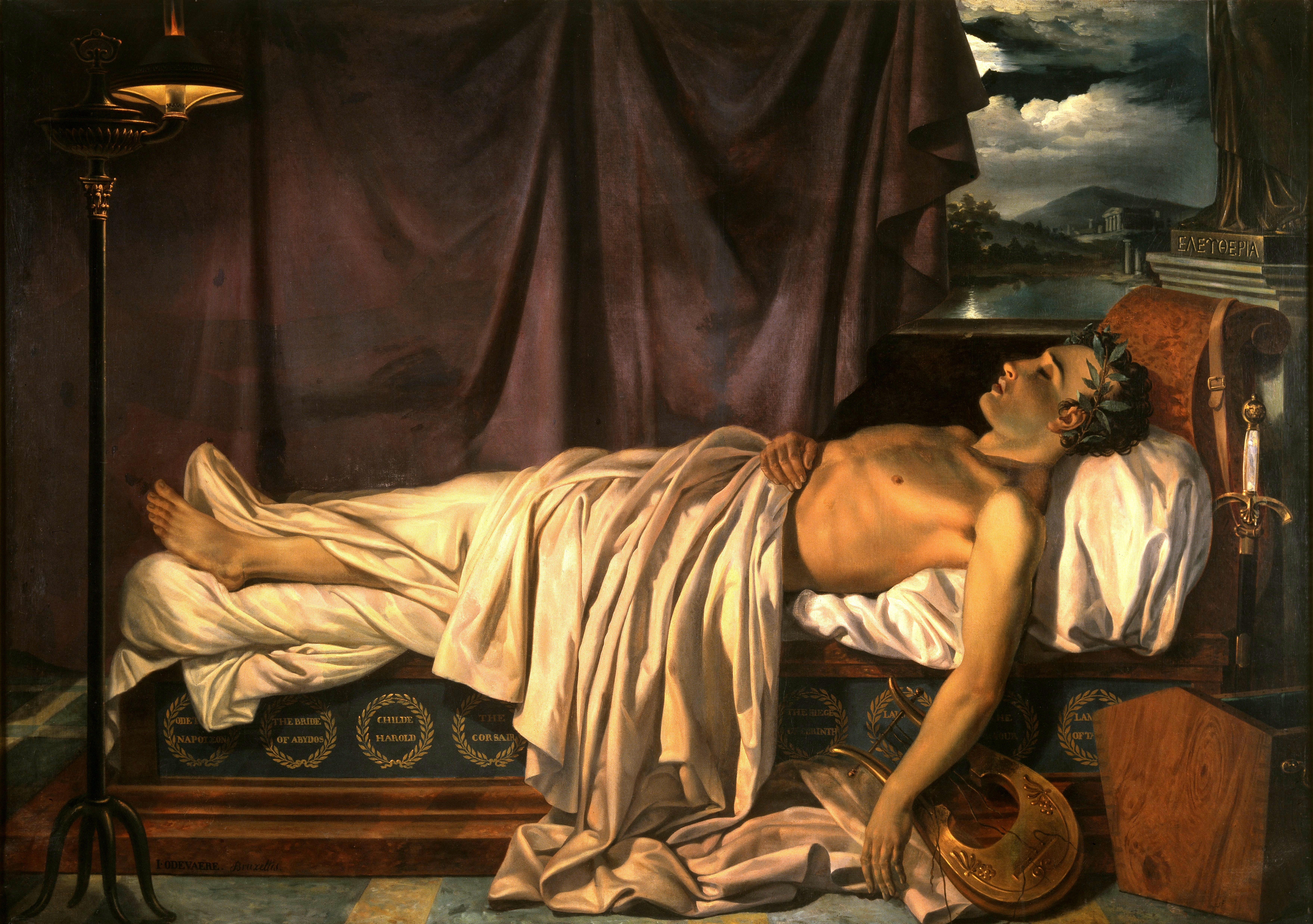
Lord Byron sur son lit de mort (vers 1826), Bruges, Groeningemuseum.

Après des études à l'Académie de Bruges, Joseph-Denis Odevaere se rend à Paris dans l'atelier de son compatriote Joseph-Benoît Suvée, puis dans celui de Jacques-Louis David à l'École des beaux-arts de Paris. En 1802, il est admis au concours du prix de Rome en compagnie de trois autres élèves de l'atelier, Olivier d'Hautpoul, François Mulard, et Dupuis, lesquels sont comme lui non classés. En 1804, il remporte le prix de Rome avec un tableau sur le thème de La Mort de Phocion (Paris, École nationale supérieure des beaux-arts). Lors de l'exposition du Louvre de 1812, il obtient une médaille d'or de 1ère classe.
Il est membre de la Société des douze. Il forme le graveur brugeois Pierre De Vlamynck qui s'inspire de ses toiles afin de les reproduire par le dessin ou la lithographie.
En tant que peintre officiel de la famille royale des Pays-Bas, il fut qualifié de peintre du roi. Il était chevalier de l'ordre du Lion belge.
Après son décès, ses tableaux, esquisses, grisailles, études, dessins, croquis, estampes, livres et autres objets de peinture furent mis en vente publique le 30 août 1830 à son domicile au 26, rue d'Assaut à Bruxelles.

## Collections publiques
Belgique
- Bruges, Groeningemuseum :
  - Narcisse, vers 1820[3] ;
  - Portrait de François Wynckelman, François van der Donckt et Joseph Odevaere, 1805. Le peintre s'est représenté sur le tableau au mur ;
  - Lord Byron sur son lit de mort, vers 1826 ;
  - Portrait d'homme avec sa fille et son chien, 1814.

France
- Dijon, musée Magnin : Tanaquil prédisant la grandeur future de Servius Tulius, dessin.
- Paris, École nationale supérieure des beaux-arts : La Mort de Phocion, 1804, huile sur toile.